# Paratettix scapularis
Paratettix scapularis är en insektsart som först beskrevs av Ambroise Marie François Joseph Palisot de Beauvois 1805.  Paratettix scapularis ingår i släktet Paratettix och familjen torngräshoppor. Inga underarter finns listade i Catalogue of Life.